# Семёнов, Геннадий Семёнович
Геннадий Семёнович Семёнов (12 ноября 1945, Большая Выла, Чувашская АССР — 14 февраля 2021) — советский легкоатлет, выступавший в спортивной ходьбе, советский и российский тренер.

## Биография
Геннадий Семёнов родился 12 ноября 1945 года в селе Большая Выла Аликовского района Чувашской АССР (сейчас в Чувашии).
В 1970 году окончил ГЦОЛИФК в Москве.
Занимался лёгкой атлетикой в Чебоксарской школе высшего спортивного мастерства. Был чемпионом и рекордсменом Чувашской АССР по спортивной ходьбе.
Мастер спорта СССР (1968).
По окончании выступлений работал тренером Чебоксарской школы высшего спортивного мастерства, был директором республиканской школы спортивной ходьбы. Воспитал более 50 мастеров спорта СССР и России, 20 мастеров спорта международного класса, двух заслуженных мастеров спорта, в том числе чемпионку летних Олимпийских игр 1996 года Елену Николаеву и чемпионку и рекордсменку мира Алину Иванову.
В 1992 году был старшим тренером Объединённой команды по спортивной ходьбе на летних Олимпийских играх в Барселоне.
Заслуженный тренер РСФСР (1984). Заслуженный тренер СССР (1991). Заслуженный работник физической культуры и спорта Чувашской АССР (1982).
В 2015 году удостоен звания почётного гражданина Аликовского района.
Умер 14 февраля 2021 года.

## Семья
Брат — Василий Семёнович Семёнов (1933—2002), легкоатлет, заслуженный тренер РСФСР по спортивной ходьбе.
Брат — Виктор Семёнович Семёнов (род. 1949), легкоатлет, заслуженный тренер СССР по спортивной ходьбе.

## Память
25 декабря 2015 года Большевыльская средняя школа носит имя братьев Семёновых.